# Jean de Gaucourt
Jean de Gaucourt est un prélat français  du XVe siècle. Il est le fils de Raoul de Gaucourt et de Jeanne de Preuilly.
Il est diacre de  l'église de Rouen, chanoine de Noyon et notaire apostolique. En 1460, il est nommé évêque de Laon. En 1461, il assiste en personne au sacre de Louis XI, et en 1462, jure fidélité à la métropole de Reims.  En 1467, il est présent aux États-généraux de Blois. Il abdique probablement en 1468.

## Source
- La France pontificale